# DubVision
DubVision es un dúo neerlandés de música electrónica compuesto por los hermanos Stephan Leicher (n. 1981) y Victor Leicher (n. 1989), perteneciente al sello discográfico STMPD records. Tras su fama como productores, realmente fueron conocidos por su sencillo New Memories y Back To Life, junto al neerlandés Afrojack.

## Biografía
Stephan y Victor Leicher durante su infancia se vieron “forzados” por sus padres a aprender a tocar al menos un instrumento, cosa con el cual actualmente están muy agradecidos. Aprendieron a tocar el piano desde los 7 años, pasando por géneros como el clásico hasta el jazz y del blues al funk. Al crecer en diferentes países, fueron llevados a influencias musicales de diferentes culturas. 
A una edad temprana Victor comenzó a experimentar con la música electrónica, utilizando todo tipo de programas de ordenadores. Después de ver a su hermano menor en la producción, Steve se interesó y los dos decidieron formar un equipo.
En 2012, lanzaron «All By Myself» por el sello Spinnin' Records, siendo uno de sus títulos más reconocidos. Éste incluye el sample de «In This World» de Moby. Su versión remezclada de «Committed To Sparkle Motion» para Discopolis fue editada por el sello Axtone Records y también trabajaron para el sello de Sander van Doorn, Doorn Records.

## Ranking DJ Mag
| DJ        | 2015 | 2024 |
| --------- | ---- | ---- |
| DubVision | 129  | 76   |

## Discografía

### Álbumes
- 2024: "Another World" (STMPD Records)
- 2025: "Another World (Deluxe)" (STMPD Records)

### Sencillos
- 2010: "Keep On Moving" (C-Jay Edit)" (The Sessions Recordings)
- 2010: "Milo Doesn't Care" (The Sessions Recordings)
- 2010: "Flick Flux EP" (Baroque Back Catalogue)
- 2010: "Digital Intercourse EP" (Baroque Back Catalogue)
- 2010: "Into White EP" (Rococo Records)
- 2011: "Tune In On" (Confidence Recordings (Spinnin'))
- 2011: "The Arena" (Zouk Recordings (Armada))
- 2012: "All By Myself" (Spinnin' Records)
- 2012: "Project 46 & DubVision - You & I (Feat. Donna Lewis)" (Spinnin' Records)
- 2013: "Redux" (Spinnin' Records)
- 2013: "Sander Van Doorn & DubVision & Mako - Into The Light (Feat. Mariana Bell)" (Doorn Records (Spinnin'))
- 2013: "Sunnery James & Ryan Marciano & DubVision - Triton (Dance Valley 2013 Anthem)" (Spinnin' Records)
- 2013: "Rifler" (Doorn Records (Spinnin'))
- 2014: "DubVision & Firebeatz - Rockin'" (Spinnin' Records)
- 2014: "Hollow" (Spinnin' Records)
- 2014: "Backlash (Martin Garrix Edit)" (Spinnin' Records)
- 2014: "Michael Brun & DubVision - Sun In Your Eyes" (Kid Coconut)
- 2014: "DubVision & Feenixpawl - Destination" (Axtone Records)
- 2014: "Turn It Around" (Spinnin' Records)
- 2015: "Broken" (Spinnin' Records)
- 2015: "Vertigo" (Feat. Ruby Prophet) (Spinnin' Records)
- 2015: "Turn It Around" (Ultra 2015 Instrumental Edit) (Spinnin' Records)
- 2015: "Invincible" (Firebeatz &  DubVision Feat. Ruby Prophet) (Spinnin' Records)
- 2015: "Heart" (Spinnin' Records)
- 2015: "I Found Your Heart" (Feat. Emeni) ("Heart" Vocal Mix) (Spinnin' Records)
- 2015: "Yesterday Is Gone" (Dash Berlin & DubVision Feat. Jonny Rose) (Armada Trice)
- 2016: "Sweet Harmony" (Musical Freedom)
- 2016: "Million Miles" (Feat. Denny White) (Kid Coconut)
- 2016: "Magnum" (Revealed Recordings)
- 2016: "Primer" (Revealed Recordings)
- 2016: "Under the Stars" (con Justin Oh) (Revealed Recordings)
- 2017: "Geht's Noch" (Musical Freedom)
- 2017: "Satellites" (Kid Coconut)
- 2017: "Hope to See you Soon" (Kid Coconut)
- 2017: "Fall Apart" (Armada Music)
- 2017: "Fall Apart (Acoustic Version)" (Armada Trice)
- 2017: "Something Real" (Feat. Nevve) (Armada Trice)
- 2017: "Paradise" (Armada Trice)
- 2017: "New Memories" (con Afrojack) (Wall Recordings)
- 2018: "Keep My Light On" (con Raiden) (STMPD Records)
- 2018: "Steal The Moon" (Armada Music)
- 2018: "Antares" (Armada Music)
- 2018: "Yesterday" (con Raiden) (STMPD Records)
- 2019: "Are You Listening" (con HANDED) (Armada Music)
- 2019: "Enlighten Me" (con Syzz) (Armada Music)
- 2019: "Rescue Me" (con Vigel feat. Nino Lucarelli) (Armada Music)
- 2019: "Hope" (Armada Music)
- 2019: "Back To Life" (con Afrojack) (Armada Music)
- 2019: "Young Money" (STMPD Records)
- 2019: "Lambo" (con Firebeatz) (STMPD Records)
- 2020: "One Last Time" (con Alesso) (10:22 PM, Universal Music)
- 2020: "Into You" (STMPD Records)
- 2020: "Take My Mind" (STMPD Records)
- 2020: "Sign" (STMPD Records)
- 2020: "Like This" (STMPD Records)
- 2020: "Melody" (con Micar & Jash and Marmy) (Raison Music)
- 2020: "Stand By You" (con Pontifexx) (STMPD Records)
- 2021: "Deeper" (STMPD Records)
- 2021: "I Wanna Be There" (con ANML KNGDM) (Electronic Nature)
- 2021: "Bad Blood" (con Deep Vice) (STMPD Records)
- 2021: "I Should Be Loving You" (con Armin van Buuren Feat. YOU) (Armind, Armada Music, Kontor Records, SME)
- 2021: "I Don't Wanna Know" (STMPD Records)
- 2021: "Anywhere With You" (con Afrojack y Lucas & Steve) (Wall Recordings)
- 2021: "No More" (Rave Culture)
- 2022: "Sometimes" (con The Him) (STMPD Records)
- 2022: "Stay With You" (con Never Sleeps, Manse y Afrojack) (Tomorrowland Music)
- 2022: "Starlight (Keep Me Afloat)" (con Martin Garrix Feat. Shaun Farrugia) (STMPD Records)
- 2022: "Oxygen" (con Martin Garrix Feat. Jordan Grace) (STMPD Records)
- 2022: "P.R.O.G." (STMPD Records, Tomorrowland Music)
- 2022: "Electricity" (con Otto Knows y Alex Aris) (STMPD Records)
- 2022: "Feels Like Home" (con Afrojack) (Wall Recordings)
- 2022: "Stitch You Up" (con Robbie Rosen) (STMPD Records)
- 2022: "Stay A Little Longer" (con Nicky Romero y Philip Strand) (Protocol Recordings)
- 2023: "P.R.O.G.2" (STMPD Records, Tomorrowland Music)
- 2023: "Fine Day" (STMPD Records)
- 2023: "Take Me To Another World" (con Jem Cooke) (STMPD Records) (Another World)
- 2023: "The Horizon (With You)" (Feat. Nu-La) (STMPD Records) (Another World)
- 2023: "Out Of The Dark" (con Nu-La) (STMPD Records) (Another World)
- 2023: "Can You Feel It" (STMPD Records) (Another World)
- 2024: "G.O.D." (STMPD Records) (Another World)
- 2024: "Underwater" (con Afrojack) (STMPD Records) (Another World)
- 2024: "Empty" (con Martin Garrix Feat. Jaimes) (STMPD Records) (Another World)
- 2024: "Wherever You Are" (con Martin Garrix Feat. Shaun Farrugia) (STMPD Records) (Another World)
- 2024: "I'll Be There" (STMPD Records)
- 2025: "Live My Life" (con Nicky Romero y Oaks) (STMPD Records)
- 2025: "Endless Dreamers" (con Sick Individuals) (STMPD Records)

### Remixes
- 2010: C-Jay & Shylock - Watch Closely
- 2010: Jon Kong – Elevate
- 2011: Hyline & Jaybeetrax – Disturb
- 2011: Derek Howell – Stride
- 2011: Glitter – Tageskarte
- 2011: Eddie Middle-Line – Sunset Feel
- 2012: DJ Becha - Goodbye
- 2012: Dark Matters & Jess Morgan – The Real You
- 2012: Sam Obernik & The Str8jackets – Love & Oxygen
- 2012: Syke'n'Sugarstarr & Jay Sebag – Like That Sound
- 2012: Pascal & Pearce – Disco Sun
- 2012: Discopolis – Commited To Sparkle Motion
- 2013: Afrojack – The Spark
- 2014: Icona Pop – Just Another Night
- 2014: Dimitri Vegas & Like Mike – Chattahoochee
- 2014: Foster the People – Coming Of Age
- 2014: Sander Van Doorn & Martin Garrix & DVBBS Feat. Aleesia – Gold Skies
- 2015: Dirty South feat. Sam Martin - Unbreakable (DubVision Remix)  [Astralwerks]
- 2015: Tori Kelly - Should've Been Us (DubVision Remix)
- 2015: Avicii - For A Better Day
- 2016: Fais feat. Afrojack - Hey
- 2016: The Chainsmokers feat. Charlee - Inside Out
- 2016: Axwell /\ Ingrosso - Thinking About You
- 2017: Martin Garrix feat. Dua Lipa - Scared To Be Lonely
- 2017: Afrojack & David Guetta feat. Ester Dean - Another Life
- 2018: Martin Garrix feat. Khalid - Ocean
- 2019: Syzz & Taku-Hero - Be My Love
- 2019: Hardwell feat. Trevor Guthrie - "Summer Air"
- 2019: Martin Garrix feat. Bonn - No Sleep
- 2020: Tritonal feat. Brooke Williams - Someone To Love You
- 2020: Martin Garrix feat. John Martin - Higher Ground
- 2021: Andrew Rayel - Silver Lining
- 2023: Martin Garrix x JVKE - Hero